# Melodi Grand Prix 2021
Melodi Grand Prix 2021 – 59. edycja festiwalu, będącego norweskimi eliminacjami do 65. Konkursu Piosenki Eurowizji. Półfinały odbyły się, kolejno: 16, 23, 30 stycznia oraz 6 i 13 lutego, koncert drugiej szansy – 15 lutego, a finał – 20 lutego.

## Tło
W związku z rozprzestrzenianiem się wirusa SARS-CoV-2 i pandemii COVID-19, Europejska Unia Nadawców postanowiła odwołać 65. Konkurs Piosenki Eurowizji w Rotterdamie. Norwegię miała reprezentować Ulrikke Brandstorp, zwyciężczyni Melodi Grand Prix 2020 z piosenką „Attention”. Po odwołaniu konkursu telewizja NRK ogłosiła, iż Melodi Grand Prix 2021 będzie norweską preselekcją na Konkurs Piosenki Eurowizji 2021, oraz dali Ulrikke możliwość automatycznej kwaliifkacji do finału, jeżeli chciałaby wziąć udział. Artystka jednak odmówiła, i zamiast tego wystąpiła jako otwarcie oraz interwał podczas finału konkursu.

### Nabór utworów
NRK zaprosiło norweskich i zagranicznych artystów do zgłaszania piosenek do konkursu, a wybrane spośród nadesłanych utworów wzięły udział w Melodi Grand Prix 2021. Zgłoszenia można było składzać od 15 maja do 16 sierpnia 2020. Każdy utwór musi trwać maksymalnie trzy minuty i najlepiej posiadać co najmniej jednego norweskiego kompozytora. Każdy producent lub autor tekstów mógł zgłosić maksymalnie trzy utwory.
Spośród nadesłanych propozycji redakcja konkursu wybrała 26 utworów do udziału w Melodi Grand Prix 2021. To o jeden więcej niż poprzedni rekord z 2020 roku. Spośród nich profesjonalne jury bezpośrednio zakwalifikowało sześć zgłoszeń do finału. Zrobiono to, aby stworzyć „różnorodne i ekscytujące show”, „zapewnić różnorodność” i wybrać „solidnych artystów, o których wiemy, że poradzą sobie na żywo na dużej scenie”. Jury składało się z Julke Lillehaug Kaasa, Stig Karlsen i Hans Einar Apeland.
Uczestnicy i piosenki zostały opublikowane w poniedziałek tygodnia, w którym brali udział w przydzielonej rundzie półfinałowej.

## Przebieg konkursu
Melodi Grand Prix 2021 składało się z pięciu półfinałów, koncertu drugiej szansy oraz finału. Półfinały odbywały się od soboty 16 stycznia, a następnie w każdą sobotę aż do finału 20 lutego 2021. Ostatnia szansa była transmitowana z siedziby w poniedziałek 15 lutego 2021. Konkurs powrócił po roku przerwy do metropolii Oslo: pozostałe koncerty były transmitowane na żywo z H3 Arena w Fornebu, gdzie NRK połączył dwa studia w jedno, aby zapewnić więcej fizycznej przestrzeni na produkcję i scenę. Z powodu pandemii COVID-19 podczas transmisji w hali nie było publiczności.

### Format
W przeciwieństwie do 2020 roku w półfinałach nie było koncepcji regionalnej, ale koncepcja pojedynkowa z 2020 roku była kontynuowana. Oznaczało to, że dwóch półfinalistów zostało wylosowanych do jednego duelu (2 duele na półfinał), a zwycięzcy 2 dueli spotkali się w złotym duelu, z którego zwycięzca automatycznie zapewnił sobie miejsce w finale. O wyniku pojedynków zadecydowali telewidzowie, którzy głosowali za pośrednictwem strony nrk.no. Podczas występów widzowie za pomocą strony mogli również wesprzeć ulubionych artystom tzw. bąbelki oklasków. Bąbelki nie miały wpływu na głosowanie, lecz ukazane były przy logo MGP w prawym dolnym rogu ekranu. Podczas finału od widzów wypłynęło ponad 100 milionów bąbelków oklasków. Zaangażowanie było tak duże, że NRK doświadczyła nowych problemów z głosowaniem, ale w znacznie mniejszym stopniu niż w 2020 roku.
Sześciu wstępnie zakwalifikowanych finalistów zaprezentowało się w półfinałach, aby zapewnić równy czas transmisji dla wszystkich dwunastu finalistów. Dwóch wstępnie zakwalifikowanych finalistów pojawiło się w pierwszym półfinale, podczas gdy czterech pozostałych finalistów zostało podzielonych na każdy z pozostałych czterech półfinałów.

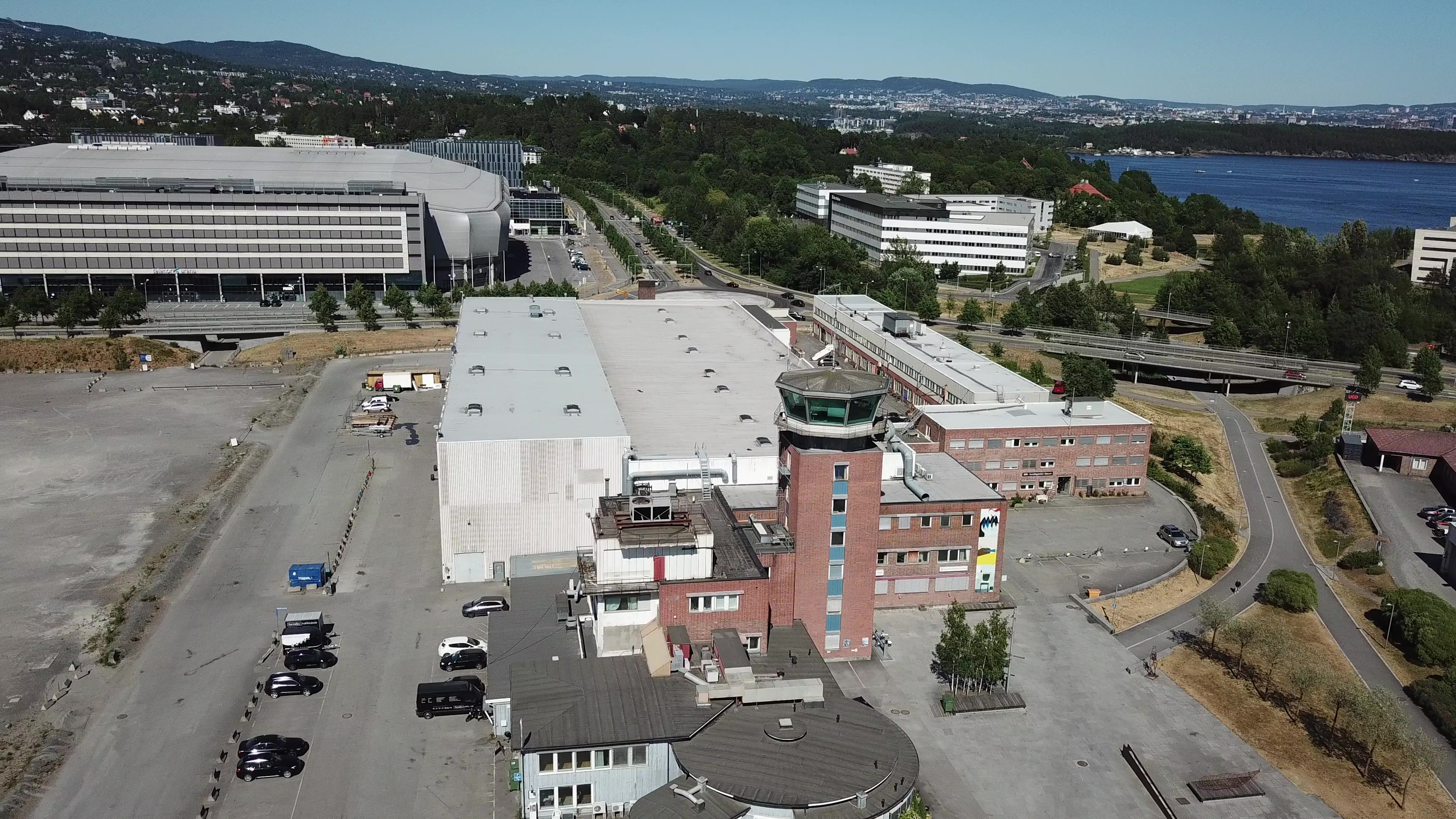
H3 Arena, miejsce organizacji każdego z koncertów Melodi Grand Prix 2021, w tle widoczna Telenor Arena.

| Data        | Lokalizacja       | Uczestnicy                                                                            | Etap              |
| ----------- | ----------------- | ------------------------------------------------------------------------------------- | ----------------- |
| 16 stycznia | H3 Arena, Fornebu | 4 + 2 automatycznie zakwalifikowanych artystów                                        | Pierwszy półfinał |
| 23 stycznia | H3 Arena, Fornebu | 4 + 1 automatycznie zakwalifikowanych artystów                                        | Drugi półfinał    |
| 30 stycznia | H3 Arena, Fornebu | 4 + 1 automatycznie zakwalifikowanych artystów                                        | Trzeci półfinał   |
| 6 lutego    | H3 Arena, Fornebu | 4 + 1 automatycznie zakwalifikowanych artystów                                        | Czwarty półfinał  |
| 13 lutego   | H3 Arena, Fornebu | 4 + 1 automatycznie zakwalifikowanych artystów                                        | Piąty półfinał    |
| 15 lutego   | H3 Arena, Fornebu | 15 uczestników wyeliminowanych w półfinałach                                          | Druga szansa      |
| 20 lutego   | H3 Arena, Fornebu | 12 finalistów: 6 automatycznie zakwalifikowanych, 5 z półfinałów, 1 z drugiej szansy. | Finał             |

### Prowadzący
Transmisje prowadzili Kåre Magnus Bergh, Ingrid Gjessing Linhave i Ronny Brede Aase: to samo trio gospodarzy co w 2020 roku. Linhave i Aase prowadzili zawody po raz drugi, a Bergh był gospodarzem po raz siódmy. Tym samym Bergh ustanowił nowy rekord dotyczący ilości przeprowadzonych edycji programu, należący dawniej do Odd Grythe, który przeprowadził sześć pierwszych konkursów pomiędzy 1960 a 1965 rokiem. Po czterech transmisjach Linhave musiała się wycofać z powodu problemów z zdrowotnych, a w trzech ostatnich transmisjach została zastąpiona przez Silje Nordnes.

## Półfinały

### Pierwszy półfinał
Półfinał odbył się w H3 Arena w sobotę 16 stycznia 2021 roku i był transmitowany na żywo w NRK1 i NRK TV od 19:50 do 21:17. Transmisja odbyła się bez widowni na sali, ale telewidzowie mogli wcześniej zgłaszać filmy z aplauzem, które zostały wykorzystane podczas transmisji.

#### Uczestnicy
Konkursowe zgłoszenia w pierwszym półfinale zostały ujawnione 11 stycznia 2021 roku.

    Zwycięzca półfinału
    Automatyczni finaliści
| D. | Artysta                 | Piosenka             | Kompozytorzy                                                                                |
| -- | ----------------------- | -------------------- | ------------------------------------------------------------------------------------------- |
| I  | Stina Talling           | "Elevate"            | Bård Mathias Bonsaksen, Hilda Stenmalm, Stina Talling, Eirik Hella, Monika Engeseth         |
| I  | Beady Belle             | "Playing with Fire"  | Beate S. Lech, Marius Reksjø, Erik Holm                                                     |
| II | Blåsemafian feat. Hazel | "Let Loose"          | Jørgen Lund Karlsen, Sigurd Evensen, Stig Espen Hundsnes, Benjamin Sefring, Caroline Teigen |
| II | Jorn                    | "Faith Bloody Faith" | Åge Sten Nilsen, Jørn Lande, Eirik Renton, Kjell Åge Karlsen                                |
| –  | Keiino                  | "Monument"           | Tom Hugo Hermansen, Alexander Nyborg Olsson, Fred Buljo, Alexandra Rotan, Rüdiger Schramm   |
| –  | Tix                     | "Ut Av Mørket"       | Andreas Haukeland                                                                           |

#### Rezultat
Czterech uczestników zostało podzielonych na dwa duele, które zostały wylosowane na żywo podczas półfinałów. Zwycięzcy każdego pojedynku spotkali się następnie w decydującym złotym duelu, w którym zwycięzca zajął miejsce w finale. Głosowanie składało się w 100% z głosowania telewidzów, zostało przeprowadzone online na stronie nrk.no.
|  |                         |                      |                                          |             |       |                                         |            |                                            |
|  | Duele                   | Duele                | Duele                                    |             |       | Złoty duel                              | Złoty duel | Złoty duel                                 |
|  | Duele                   | Duele                | Duele                                    |             |       | Złoty duel                              | Złoty duel | Złoty duel                                 |
|  |                         |                      |                                          |             |       |                                         |            |                                            |
|  |                         |                      |                                          |             |       |                                         |            |                                            |
|  | Stina Talling           | "Elevate"            | Złoty duel                               |             |       |                                         |            |                                            |
|  | Stina Talling           | "Elevate"            | Złoty duel                               |             |       |                                         |            |                                            |
|  | Beady Belle             | "Playing with Fire"  | Wyeliminowani, uczestnicy drugiej szansy |             |       |                                         |            |                                            |
|  | Beady Belle             | "Playing with Fire"  | Wyeliminowani, uczestnicy drugiej szansy |             |       | Stina Talling                           | "Elevate"  | Wyeliminowana, uczestniczka drugiej szansy |
|  |                         |                      |                                          |             |       | Stina Talling                           | "Elevate"  | Wyeliminowana, uczestniczka drugiej szansy |
|  |                         |                      | Blåsemafian feat. Hazel                  | "Let Loose" | Finał |                                         |            |                                            |
|  | Jorn                    | "Faith Bloody Faith" | Blåsemafian feat. Hazel                  | "Let Loose" | Finał | Wyeliminowany, uczestnik drugiej szansy |            |                                            |
|  | Jorn                    | "Faith Bloody Faith" |                                          |             |       |                                         |            |                                            |
|  | Blåsemafian feat. Hazel | "Let Loose"          | Złoty duel                               |             |       |                                         |            |                                            |
|  | Blåsemafian feat. Hazel | "Let Loose"          | Złoty duel                               |             |       |                                         |            |                                            |
|  |                         |                      |                                          |             |       |                                         |            |                                            |

### Drugi półfinał
Półfinał odbył się w H3 Arena w sobotę 23 stycznia 2021 roku i był transmitowany na żywo w NRK1 i NRK TV od 19:50 do 21:10. Transmisja odbyła się bez widowni na sali, ale telewidzowie mogli wcześniej zgłaszać filmy z aplauzem, które zostały wykorzystane podczas transmisji.

#### Uczestnicy
Konkursowe zgłoszenia w drugim półfinale zostały ujawnione 18 stycznia 2021 roku.

    Zwycięzca półfinału
    Automatyczny finalista
| D. | Artysta             | Piosenka        | Kompozytorzy |
| -- | ------------------- | --------------- | --- |
| I  | Daniel Owen         | "Psycho"        | Daniel Elmhari, Paria Ahmadzade, Marius Hongve, Henrik Høven, Patrick Brizard, Jørgen Troøyen, Leif Inge Fosen, Marcus Nilsen Ulstad |
| I  | Ketil Stokkan       | "My Life is OK" | Ketil Stokkan |
| II | Maria Solheim       | "Nordlyset"     | Andreas Gjone, Camilla North, Elsbeth Rehder, Torgeir Ryssevik, Maria Solheim                                                        |
| II | Raylee              | "Hero"          | Andreas Stone Johansson, Anderz Wrethov, Laurell Barker, Thomas Stengaard, Frazer Mac                                                |
| –  | Stavangerkameratene | "Barndomsgater" | Tommy Fredvang, Lars Horn Lavik, Robin Sharma, Glenn Lyse                                                                            |

#### Rezultat
Czterech uczestników zostało podzielonych na dwa duele, które zostały wylosowane na żywo podczas półfinałów. Zwycięzcy każdego pojedynku spotkali się następnie w decydującym złotym duelu, w którym zwycięzca zajął miejsce w finale. Głosowanie składało się w 100% z głosowania telewidzów, zostało przeprowadzone online na stronie nrk.no.
|  |               |                 |                                            |        |       |                                            |            |                                         |
|  | Duele         | Duele           | Duele                                      |        |       | Złoty duel                                 | Złoty duel | Złoty duel                              |
|  | Duele         | Duele           | Duele                                      |        |       | Złoty duel                                 | Złoty duel | Złoty duel                              |
|  |               |                 |                                            |        |       |                                            |            |                                         |
|  |               |                 |                                            |        |       |                                            |            |                                         |
|  | Ketil Stokkan | "My Life is OK" | Wyeliminowana, uczestniczka drugiej szansy |        |       |                                            |            |                                         |
|  | Ketil Stokkan | "My Life is OK" | Wyeliminowana, uczestniczka drugiej szansy |        |       |                                            |            |                                         |
|  | Daniel Owen   | "Psycho"        | Złoty duel                                 |        |       |                                            |            |                                         |
|  | Daniel Owen   | "Psycho"        | Złoty duel                                 |        |       | Daniel Owen                                | "Psycho"   | Wyeliminowany, uczestnik drugiej szansy |
|  |               |                 |                                            |        |       | Daniel Owen                                | "Psycho"   | Wyeliminowany, uczestnik drugiej szansy |
|  |               |                 | Raylee                                     | "Hero" | Finał |                                            |            |                                         |
|  | Maria Solheim | "Nordlyset"     | Raylee                                     | "Hero" | Finał | Wyeliminowana, uczestniczka drugiej szansy |            |                                         |
|  | Maria Solheim | "Nordlyset"     |                                            |        |       |                                            |            |                                         |
|  | Raylee        | "Hero"          | Złoty duel                                 |        |       |                                            |            |                                         |
|  | Raylee        | "Hero"          | Złoty duel                                 |        |       |                                            |            |                                         |
|  |               |                 |                                            |        |       |                                            |            |                                         |

### Trzeci półfinał
Półfinał odbył się w H3 Arena w sobotę 30 stycznia 2021 roku i był transmitowany na żywo w NRK1 i NRK TV od 19:50 do 21:10. Transmisja odbyła się bez widowni na sali, ale telewidzowie mogli wcześniej zgłaszać filmy z aplauzem, które zostały wykorzystane podczas transmisji.

#### Uczestnicy
Konkursowe zgłoszenia w drugim półfinale zostały ujawnione 25 stycznia 2021 roku.

    Zwycięzca półfinału
    Automatyczny finalista
| D. | Artysta           | Piosenka       | Kompozytorzy |
| -- | ----------------- | -------------- | --- |
| I  | Dinaye            | "Own Yourself" | Christian Ingebrigtsen, David Thulin, Dina Matheussen                                                           |
| I  | Big Daddy Karsten | "Smile"        | Karsten Dahl Marcussen, Are Næsset, Pål Gauslaa Sivertzen                                                       |
| II | Emmy              | "Witch Woods"  | Olli Äkräs, Elsa Søllesvik, Morten Franck                                                                       |
| II | Ole Hartz         | "Vi er Norge"  | Rein Mellbye Van Vliet, Eirik Næss, Ole F. Hartz Gravbråten, Magnus Hagen Clausen, Petter Bjørklund Kristiansen |
| –  | Kaja Rode         | "Feel Again"   | Magnus Martinsen, Mirjam Johanne Omdal, Andreas Gjone, Erika Dahlen                                             |

#### Rezultat
Czterech uczestników zostało podzielonych na dwa duele, które zostały wylosowane na żywo podczas półfinałów. Zwycięzcy każdego pojedynku spotkali się następnie w decydującym złotym duelu, w którym zwycięzca zajął miejsce w finale. Głosowanie składało się w 100% z głosowania telewidzów, zostało przeprowadzone online na stronie nrk.no.
|  |                   |                |                                            |               |       |                   |            |                                         |
|  | Duele             | Duele          | Duele                                      |               |       | Złoty duel        | Złoty duel | Złoty duel                              |
|  | Duele             | Duele          | Duele                                      |               |       | Złoty duel        | Złoty duel | Złoty duel                              |
|  |                   |                |                                            |               |       |                   |            |                                         |
|  |                   |                |                                            |               |       |                   |            |                                         |
|  | Dinaye            | "Own Yourself" | Wyeliminowana, uczestniczka drugiej szansy |               |       |                   |            |                                         |
|  | Dinaye            | "Own Yourself" | Wyeliminowana, uczestniczka drugiej szansy |               |       |                   |            |                                         |
|  | Big Daddy Karsten | "Smile"        | Złoty duel                                 |               |       |                   |            |                                         |
|  | Big Daddy Karsten | "Smile"        | Złoty duel                                 |               |       | Big Daddy Karsten | "Smile"    | Wyeliminowany, uczestnik drugiej szansy |
|  |                   |                |                                            |               |       | Big Daddy Karsten | "Smile"    | Wyeliminowany, uczestnik drugiej szansy |
|  |                   |                | Emmy                                       | "Witch Woods" | Finał |                   |            |                                         |
|  | Emmy              | "Witch Woods"  | Emmy                                       | "Witch Woods" | Finał | Złoty duel        |            |                                         |
|  | Emmy              | "Witch Woods"  |                                            |               |       |                   |            |                                         |
|  | Ole Hartz         | "Vi er Norge"  | Wyeliminowany, uczestnik drugiej szansy    |               |       |                   |            |                                         |
|  | Ole Hartz         | "Vi er Norge"  | Wyeliminowany, uczestnik drugiej szansy    |               |       |                   |            |                                         |
|  |                   |                |                                            |               |       |                   |            |                                         |

### Czwarty półfinał
Półfinał odbył się w H3 Arena w sobotę 6 lutego 2021 roku i był transmitowany na żywo w NRK1 i NRK TV od 19:50 do 21:10. Transmisja odbyła się bez widowni na sali, ale telewidzowie mogli wcześniej zgłaszać filmy z aplauzem, które zostały wykorzystane podczas transmisji.

#### Uczestnicy
Konkursowe zgłoszenia w drugim półfinale zostały ujawnione 1 lutego 2021 roku.

    Zwycięzca półfinału
    Automatyczny finalista
| D. | Artysta                       | Piosenka          | Kompozytorzy                                                                                   |
| -- | ----------------------------- | ----------------- | ---------------------------------------------------------------------------------------------- |
| I  | Marianne Pentha & Mikkel Gaup | "Pages"           | Vanessa Liftig, Robin Lynch] Marianne Pentha, Mikkel Gaup                                      |
| I  | Landeveiens Helter            | "Alt det der"     | Lars-Erik Blokkhus, Petter Bjørklund Kristiansen, Thor-Erik Claussen                           |
| II | Kiim                          | "My Lonely Voice" | Kim Rune Hagen, Espen Andreas Fjeld, Vebjørn Jernberg, Niklas Rosström                         |
| II | Royane                        | "Circus"          | Royane Harkati                                                                                 |
| –  | Atle Pettersen                | "World on Fire"   | Atle Pettersen, Jesper Borgen, Magnus Clausen, Alexander Standal Pavelich, Peter Daniel Newman |

#### Rezultat
Czterech uczestników zostało podzielonych na dwa duele, które zostały wylosowane na żywo podczas półfinałów. Zwycięzcy każdego pojedynku spotkali się następnie w decydującym złotym duelu, w którym zwycięzca zajął miejsce w finale. Głosowanie składało się w 100% z głosowania telewidzów, zostało przeprowadzone online na stronie nrk.no.
|  |                               |                   |                                            |                   |       |                               |            |                                          |
|  | Duele                         | Duele             | Duele                                      |                   |       | Złoty duel                    | Złoty duel | Złoty duel                               |
|  | Duele                         | Duele             | Duele                                      |                   |       | Złoty duel                    | Złoty duel | Złoty duel                               |
|  |                               |                   |                                            |                   |       |                               |            |                                          |
|  |                               |                   |                                            |                   |       |                               |            |                                          |
|  | Marianne Pentha & Mikkel Gaup | "Pages"           | Złoty duel                                 |                   |       |                               |            |                                          |
|  | Marianne Pentha & Mikkel Gaup | "Pages"           | Złoty duel                                 |                   |       |                               |            |                                          |
|  | Landeveiens Helter            | "Alt det der"     | Wyeliminowany, uczestnik drugiej szansy    |                   |       |                               |            |                                          |
|  | Landeveiens Helter            | "Alt det der"     | Wyeliminowany, uczestnik drugiej szansy    |                   |       | Marianne Pentha & Mikkel Gaup | "Pages"    | Wyeliminowani, uczestnicy drugiej szansy |
|  |                               |                   |                                            |                   |       | Marianne Pentha & Mikkel Gaup | "Pages"    | Wyeliminowani, uczestnicy drugiej szansy |
|  |                               |                   | Kiim                                       | "My Lonely Voice" | Finał |                               |            |                                          |
|  | Kiim                          | "My Lonely Voice" | Kiim                                       | "My Lonely Voice" | Finał | Złoty duel                    |            |                                          |
|  | Kiim                          | "My Lonely Voice" |                                            |                   |       |                               |            |                                          |
|  | Royane                        | "Circus"          | Wyeliminowana, uczestniczka drugiej szansy |                   |       |                               |            |                                          |
|  | Royane                        | "Circus"          | Wyeliminowana, uczestniczka drugiej szansy |                   |       |                               |            |                                          |
|  |                               |                   |                                            |                   |       |                               |            |                                          |

### Piąty półfinał
Półfinał odbył się w H3 Arena w sobotę 13 lutego 2021 roku i był transmitowany na żywo w NRK1 i NRK TV od 19:50 do 21:10. Transmisja odbyła się bez widowni na sali, ale telewidzowie mogli wcześniej zgłaszać filmy z aplauzem, które zostały wykorzystane podczas transmisji.

#### Uczestnicy
Konkursowe zgłoszenia w drugim półfinale zostały ujawnione 8 lutego 2021 roku.
    Zwycięzca półfinału
    Automatyczny finalista
| D. | Artysta        | Piosenka               | Kompozytorzy |
| -- | -------------- | ---------------------- | --- |
| I  | TuVeia         | "Bli med meg på gar'n" | Kristian Galaaen Bredalslien, Roar Galaaen Bredalslien, Bendik Johnsen, Torgeir Ryssevik, Carl-Henrik Wahl, Jonas Holteberg Jensen, Sindre Timberlid Jenssen, Sarah A. V. Johnston |
| I  | River          | "Coming Home"          | Thomas Heiland, Lennart Karlsen, Magnus Claussen, Simen Meland Handeland, Tommy La Vardi                                                                                           |
| II | Ane.Fin        | "Walking In My Sleep"  | Ane Caroline Finstad, Niklas Rosström, Espen Andreas Fjeld, Kim Rune Hagen, Vebjørn Jernberg                                                                                       |
| II | Imerika        | "I Can't Escape"       | Erika Dahlen, Bjørn Olav Edvardsen, Morten Franck, Ben Adams |
| –  | Rein Alexander | "Eyes Wide Open"       | Rein Alexander Korshamn, Christian Ingebrigtsen, Kjetil Mørland |

#### Rezultat
Czterech uczestników zostało podzielonych na dwa duele, które zostały wylosowane na żywo podczas półfinałów. Zwycięzcy każdego pojedynku spotkali się następnie w decydującym złotym duelu, w którym zwycięzca zajął miejsce w finale. Głosowanie składało się w 100% z głosowania telewidzów, zostało przeprowadzone online na stronie nrk.no.
|  |         |                        |                                         |                  |       |                                            |               |                                         |
|  | Duele   | Duele                  | Duele                                   |                  |       | Złoty duel                                 | Złoty duel    | Złoty duel                              |
|  | Duele   | Duele                  | Duele                                   |                  |       | Złoty duel                                 | Złoty duel    | Złoty duel                              |
|  |         |                        |                                         |                  |       |                                            |               |                                         |
|  |         |                        |                                         |                  |       |                                            |               |                                         |
|  | TuVeia  | "Bli med meg på gar'n" | Wyeliminowany, uczestnik drugiej szansy |                  |       |                                            |               |                                         |
|  | TuVeia  | "Bli med meg på gar'n" | Wyeliminowany, uczestnik drugiej szansy |                  |       |                                            |               |                                         |
|  | River   | "Coming Home"          | Złoty duel                              |                  |       |                                            |               |                                         |
|  | River   | "Coming Home"          | Złoty duel                              |                  |       | River                                      | "Coming Home" | Wyeliminowany, uczestnik drugiej szansy |
|  |         |                        |                                         |                  |       | River                                      | "Coming Home" | Wyeliminowany, uczestnik drugiej szansy |
|  |         |                        | Imerika                                 | "I Can't Excape" | Finał |                                            |               |                                         |
|  | Ane.Fin | "Walking in My Sleep"  | Imerika                                 | "I Can't Excape" | Finał | Wyeliminowana, uczestniczka drugiej szansy |               |                                         |
|  | Ane.Fin | "Walking in My Sleep"  |                                         |                  |       |                                            |               |                                         |
|  | Imerika | "I Can't Escape"       | Złoty duel                              |                  |       |                                            |               |                                         |
|  | Imerika | "I Can't Escape"       | Złoty duel                              |                  |       |                                            |               |                                         |
|  |         |                        |                                         |                  |       |                                            |               |                                         |

## Druga szansa
Druga szansa odbyła się 15 lutego 2021. W rundzie wzięło udział 15 półfinalistów, którzy nie przeszli do finału. Przyznano miejsce w finale jednemu uczestnikowi
| L.p | Artysta                       | Piosenka               |
| --- | ----------------------------- | ---------------------- |
| 1   | Beady Belle                   | "Playing with Fire"    |
| 2   | Jorn                          | "Faith Bloody Faith"   |
| 3   | Stina Talling                 | "Elevate"              |
| 4   | Ketil Stokkan                 | "My Life Is OK"        |
| 5   | Maria Solheim                 | "Nordlyset"            |
| 6   | Daniel Owen                   | "Psycho"               |
| 7   | Dinaye                        | "Own Yourself"         |
| 8   | Ole Hartz                     | "Vi er Norge"          |
| 9   | Big Daddy Karsten             | "Smile"                |
| 10  | Landeveiens Helter            | "Alt det der"          |
| 11  | Royane                        | "Circus"               |
| 12  | Marianne Pentha & Mikkel Gaup | "Pages"                |
| 13  | Ane.Fin                       | "Walking In My Sleep"  |
| 14  | TuVeia                        | "Bli med meg på gar'n" |
| 15  | River                         | "Coming Home"          |

## Finał
Finał odbył się 20 lutego 2021. W finale rywalizowało 12 piosenek składających się ze zwycięzców pięciu półfinałów, zwycięzcy drugiej szansy oraz sześciu wstępnie zakwalifikowanych piosenek. O efekcie końcowym zadecydowały głosy widzów. Po zakończeniu ostatniego występu rozpoczęło się głosowanie, z którego do złotego finału awansowało 4 wykonawców z największą ilości głosów. Głosowanie zostało następnie wznowione, a widzowie nominowali dwóch wykonawców do pojedynku w złotym duelu.
| L.p | Artysta                 | Piosenka             | Złoty finał | Złoty duel |
| --- | ----------------------- | -------------------- | ----------- | ---------- |
| 1   | Atle Pettersen          | "World on Fire"      | N           | –          |
| 2   | Raylee                  | "Hero"               | N           | –          |
| 3   | Stavangerkameratene     | "Who I Am"           | N           | –          |
| 4   | Kiim                    | "My Lonely Voice"    | N           | –          |
| 5   | Blåsemafian feat. Hazel | "Let Loose"          | T           | N          |
| 6   | Emmy                    | "Witch Woods"        | N           | –          |
| 7   | Tix                     | "Fallen Angel"       | T           | T          |
| 8   | Kaja Rode               | "Feel Again"         | N           | –          |
| 9   | Rein Alexander          | "Eyes Wide Open"     | N           | –          |
| 10  | Imerika                 | "I Can't Escape"     | N           | –          |
| 11  | Keiino                  | "Monument"           | T           | T          |
| 12  | Jorn                    | "Faith Bloody Faith" | T           | N          |

    Artyści awansujący ze złotego finału do złotego duelu

### Złoty duel
Po drugiej turze głosowania do złotego duelu pojedynku przystąpiły dwie najlepsze piosenki ze złotego finału. Wykonawcy ponownie zaprezentowali swoje utwory, a następnie podsumowano głosy na każdego z nich. Głosy zostały podzielone na obszary regionalne, a następnie głosy zostały rozdzielone na pięć regionów geograficznych Norwegii.
| L.p | Artysta | Piosenka       | Sørlandet | Sørlandet | Midt-Norge | Midt-Norge | Nord-Norge | Nord-Norge | Vestlandet | Vestlandet | Østlandet | Østlandet | Łącznie | Łącznie | Miejsce |
| L.p | Artysta | Piosenka       | Głosy     | %         | Głosy      | %          | Głosy      | %          | Głosy      | %          | Głosy     | %         | Głosy   | %       | Miejsce |
| --- | ------- | -------------- | --------- | --------- | ---------- | ---------- | ---------- | ---------- | ---------- | ---------- | --------- | --------- | ------- | ------- | ------- |
| 1   | Keiino  | "Monument"     | 27,666    | 42,80     | 38,850     | 45,29      | 42,437     | 60,16      | 58,942     | 41,56      | 113,148   | 37,94     | 281,043 | 42,51   | 2       |
| 2   | Tix     | "Fallen Angel" | 36,996    | 57,20     | 46,937     | 54,71      | 28,105     | 39,84      | 82,891     | 58,44      | 185,104   | 62,06     | 380,033 | 57,49   | 1       |

#### Sekretarze
- Sørlandet: Helene Bøksle – piosenkarka, uczestniczka Melodi Grand Prix 2011. Wystąpiła jako akt interwałowy podczas finału.
- Midt-Norge: Carina Dahl – piosenkarka, autorka tekstów, była modelka.
- Nord-Norge: Maria Solheim – uczestniczka Melodi Grand Prix 2021 z piosenką "Nordlyset".
- Vestlandet: Beate S. Lech – członkini zespołu Beady Belle od 2015 występująca pod pseudonimem głównie solo, uczestniczka Melodi Grand Prix 2021 z utworem "Playing with Fire"
- Østlandet: Hanne Krogh – piosenkarka, aktorka, autorka tekstów, prezenterka i przedsiębiorczyni.

## Kontrowersje i incydenty

### Problemy z głosowaniem
Po drugim półfinale ogłoszono, że w pierwszych dwóch półfinałach wystąpiły problemy techniczne, co spowodowało odrzucenie głosów urządzeń ze starszymi systemami operacyjnymi iOS i Android. NRK potwierdził, że wyniki półfinałów pozostały bez zmian.
Po finale norweska gazeta Verdens Gang poinformowała, że w finale ponownie pojawiły się problemy z głosowaniem i że głosy niektórych widzów nie zostały policzone. NRK stwierdził, że system głosowania zinterpretował dużą liczbę głosów jako podejrzane przez co nie zostały policzone. Gazeta potwierdziła również, że błąd nie wpłynął na wyniki.